# Зельманов, Иосиф Львович
Иосиф Львович Зельманов (1907—1979) — советский учёный, доктор физико-математических наук, профессор, специалист по исследованию и моделированию подводных и подземных ядерных взрывов.
Родился 10 июня 1907 года в Белоруссии.
Окончил физико-механический факультет Ленинградского политехнического института (1930).
Работал в Институте химической физики в лаборатории поверхностных явлений Д. Л. Талмуда.
Во время войны участвовал в проекте по созданию дальнобойных огнемётов.
С 1946 г. участник советского атомного проекта: руководитель отдела (лаборатории) механики подводного взрыва Спецсектора по изучению теории ядерных цепных реакций и взрывов ИХФ.
В 1954—1961 гг. участвовал в разработке аппаратуры для ядерного полигона на Новой Земле.
Доктор физико-математических наук, профессор.
Умер 20 ноября 1979 года.
Награждён двумя орденами «Знак Почёта», орденом Трудового Красного Знамени, медалями.